# Nomada texana
Nomada texana är en biart som beskrevs av Ezra Townsend Cresson 1872. Den ingår i släktet gökbin och familjen långtungebin. Inga underarter finns listade i Catalogue of Life.

## Beskrivning
Ett långsträckt, getingliknande bi med elfenbensfärgade till blekgula tvärband på den i övrigt svarta bakkroppen. Tvärbanden är oftast smalare i mitten. Även sterniterna 3 och 4 (3:e och 4:e segmentet på bakkroppens undersida, räknat framifrån) har elfenbensfärgade till blekgula tvärband. Hanen har också markeringar i ansiktet i samma färg. Honan har en kroppslängd av 8 till 9 mm, hanen 7 till 10 mm.

## Ekologi
Arten är polylektisk, den besöker blommande växter från många familjer, som flockblommiga växter, oleanderväxter, korgblommiga växter, ärtväxter, potatisväxter och tamariskväxter. Flygtiden varar från juli till september.

## Utbredning
Utbredningsområdet omfattar USA från Michigan till Massachusetts i norr, söderut till Texas och Alabama.